# فردیناند بون
فردیناند بون (آلمانی: Ferdinand Bonn; ۲۰ دسامبر ۱۸۶۱ – ۲۴ سپتامبر ۱۹۳۳)  بازیگر تئاتر و بازیگر سینما اهل آلمان بود.
از فیلم‌ها یا برنامه‌های تلویزیونی که وی در آن نقش داشته‌است می‌توان به افسانه‌های هافمن، نفرین، و والس دانوب اشاره کرد.